# Вустергаузен
Вустергаузен/Доссе (нім. Wusterhausen/Dosse) — громада в Німеччині, розташована в землі Бранденбург. Входить до складу району Східний Прігніц-Руппін.
Площа — 195,42 км2. Населення становить 5755 ос. (станом на 31 грудня 2020).

## Демографія
- Динаміка населення з 1875 року в сучасних кордонах (Синя лінія: населення; Пунктир: відносна порівняльна динаміка населення землі Бранденбург; Сірий фон: період Третього рейху; Помаранчевий фон: період НДР)
- Динаміка населення (синя лінія) і прогнози

| Рік  | Населення |
| ---- | --------- |
| 1875 | 8 144     |
| 1890 | 8 151     |
| 1910 | 7 673     |
| 1925 | 7 912     |
| 1939 | 7 619     |
| 1950 | 11 550    |
| 1964 | 8 590     |

| Рік  | Населення |
| ---- | --------- |
| 1971 | 8 338     |
| 1981 | 7 561     |
| 1985 | 7 447     |
| 1990 | 7 266     |
| 1995 | 7 097     |
| 2000 | 6 857     |
| 2005 | 6 584     |

| Рік  | Населення |
| ---- | --------- |
| 2010 | 6 227     |
| 2015 | 6 013     |
| 2016 | 5 955     |
| 2017 | 5 885     |
| 2018 | 5 807     |
| 2019 | 5 761     |
| 2020 | 5 755     |

Джерела даних вказані на Wikimedia Commons.

## Галерея

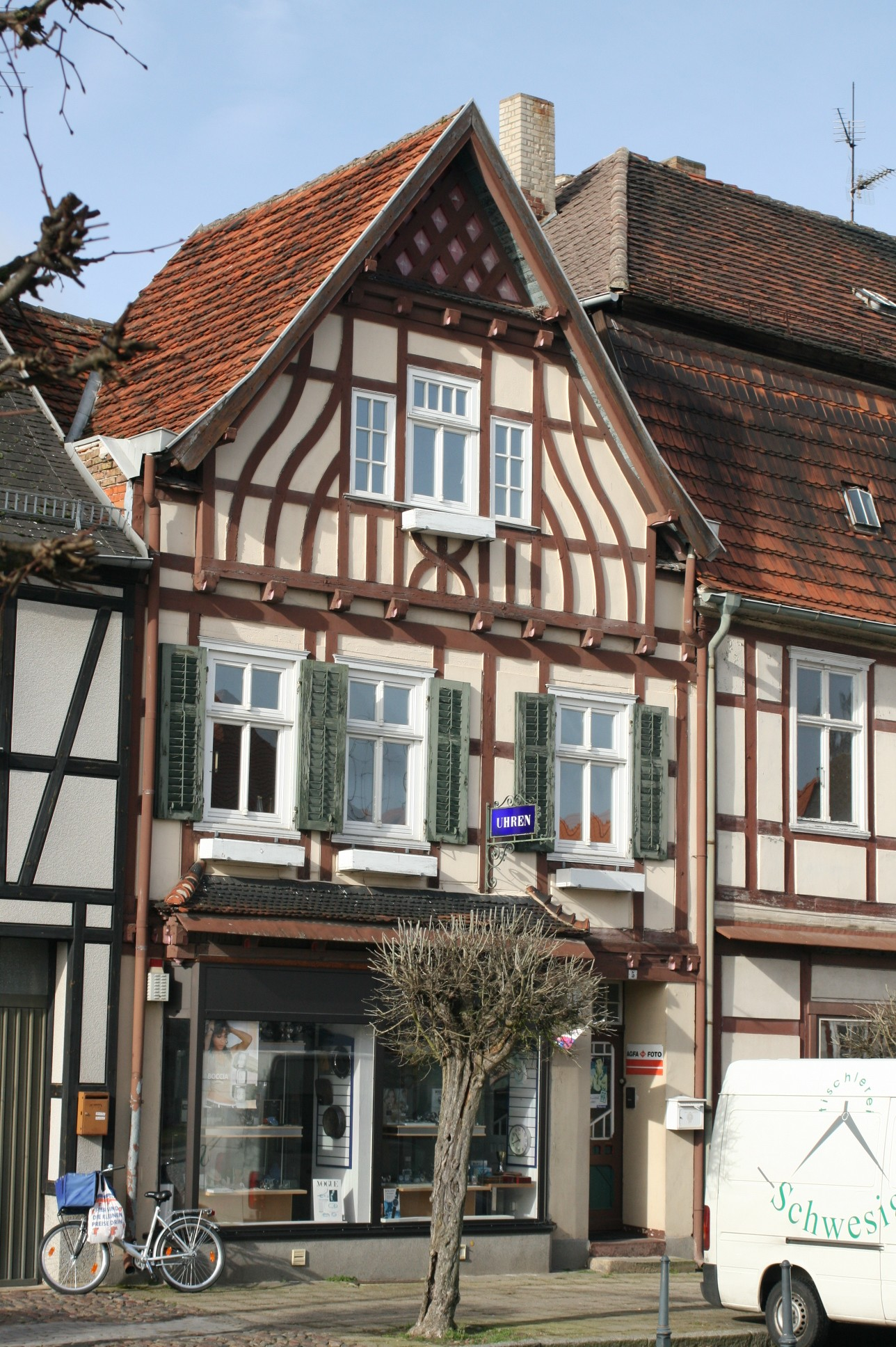
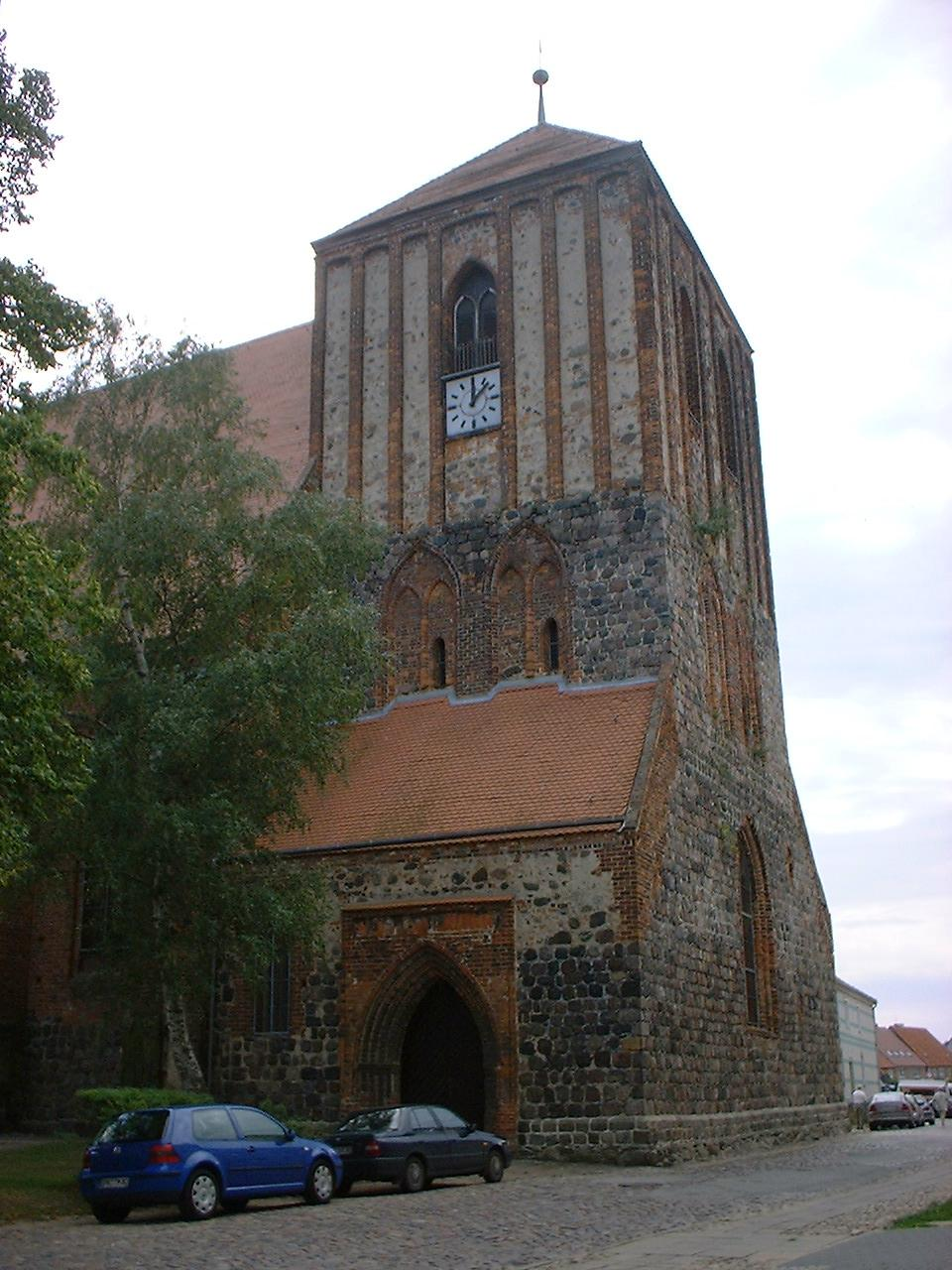
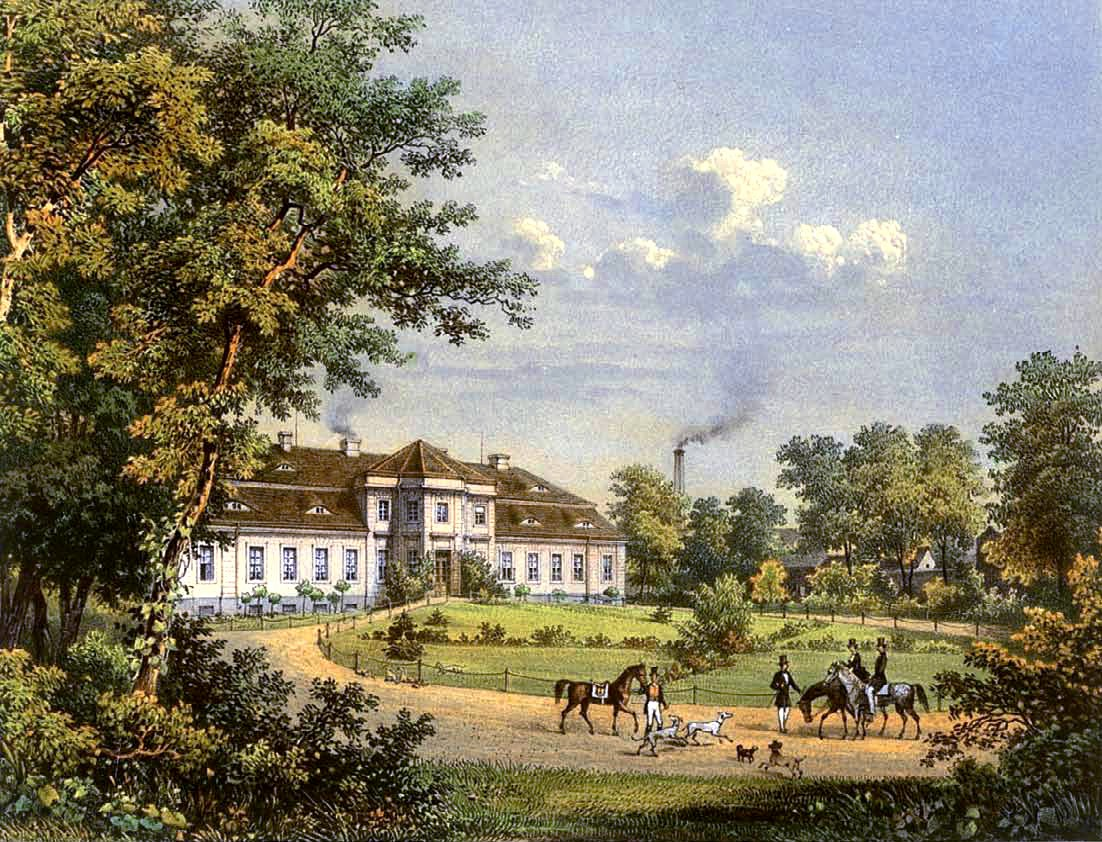
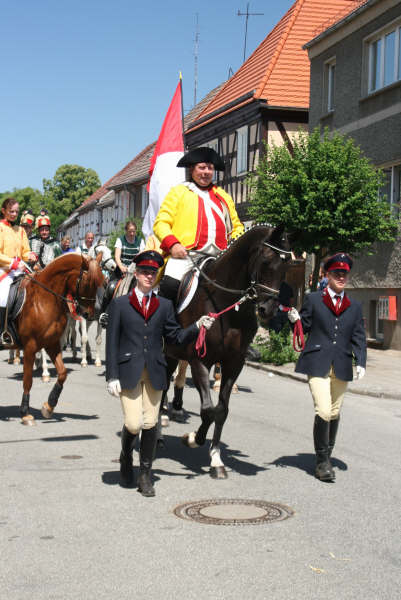
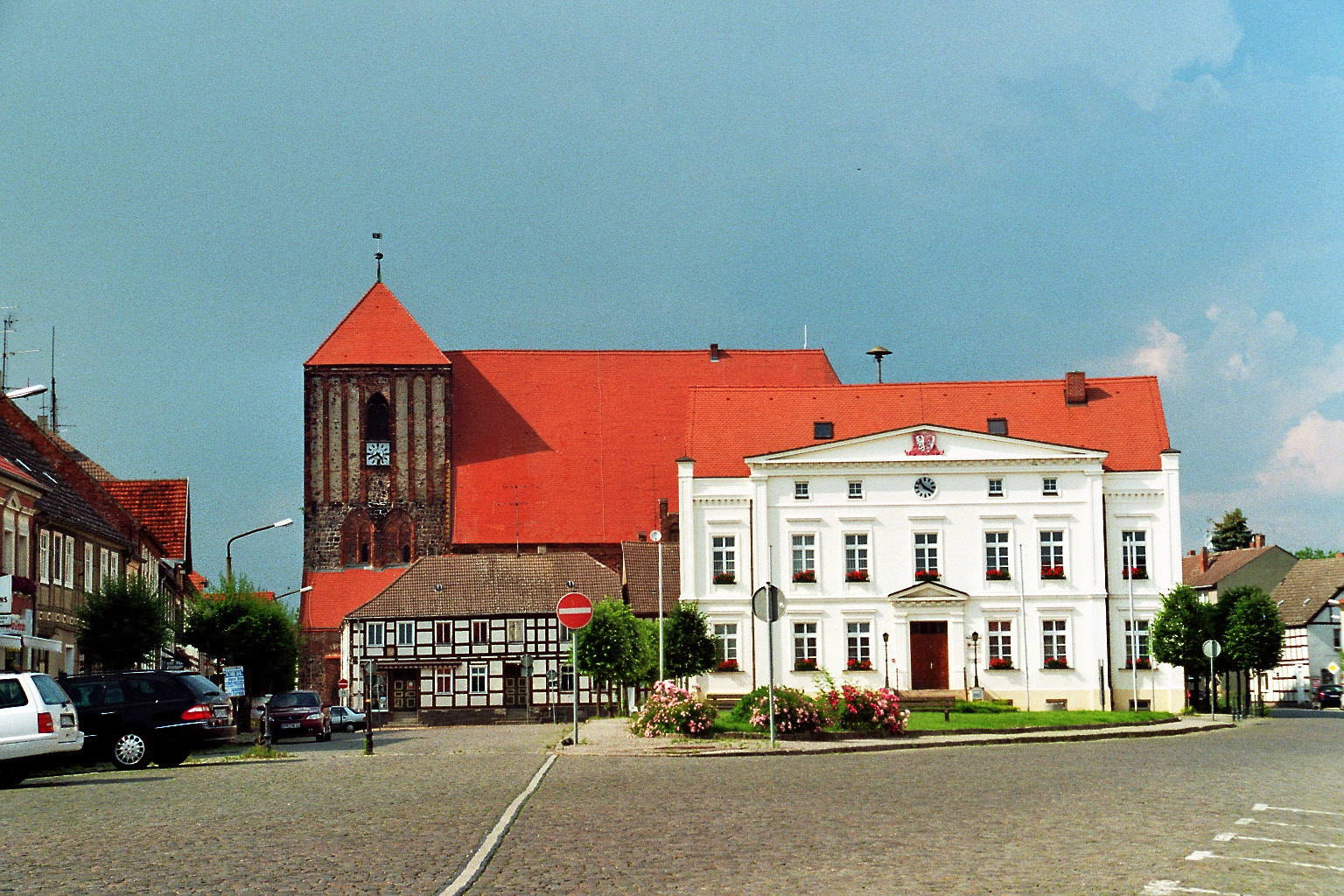